# 荣誉勋章：空降神兵
《荣誉勋章：空降神兵》（中国大陆官方译为，民间普遍采用台译名）是一款由EALA开发的二战题材第一人称射击游戏，为荣誉勋章系列的第11部正传。游戏分别于2007年9月与11月在Microsoft Windows和Xbox 360与 PlayStation 3平台发行。原本计划的PlayStation 2和Wii版本于2007年取消，《荣誉勋章：先锋》则代替其发行于上述游戏机上。游戏故事发生在第二次世界大战欧洲战场，并且为该系列第一款着重刻画伞兵的游戏。
遊戲中，玩家將扮演一名服役於美軍第82空降師，名叫Boyd Travers的傘兵，並參與盟軍對西西里，諾曼第和德國本土的反攻。值得一提的是，較少為其他二戰類射擊遊戲所著墨的市場花園行動也被收錄在本作當中。